# Gavet de la Conca
Gavet de la Conca è un comune spagnolo di 313 abitanti situato nella comunità autonoma della Catalogna, nella provincia di Lleida.

## Storia

### Simboli
Lo stemma è stato adottato il 2 febbraio 1999. Questo stemma sostituisce il vecchio stemma di Sant Serni (di rosso, alla mitra vescovile d'argento, bordata d'oro), adottato nel 1972 quando venne creato il nuovo comune di Gavet de la Conca dall'unione di Aransís, Sant Salvador de Toló e Sant Serni.

Vecchio stemma di Aransís (partito: il 1º d'oro, alla bilancia di nero; il 2 d'oro, a 4 pali di rosso)
Vecchio stemma di Sant Salvador de Toló (partito: il 1º di porpora, al leone d'oro; il 2º d'oro, a 4 pali di rosso)
Vecchio stemma di Sant Serni adottato da Gavet de la Conca dal 1972 al 1999

Il nuovo stemma vuole riunire elementi caratterizzanti i precedenti comuni attraverso i simboli dei loro santi patroni: la chiave è attributo di san Pietro, patrono di Gavet de la Conca; la mitra rappresenta il vescovo Saturnino di Tolosa per la località di Sant Serni mentre il mondo è un attributo di Cristo Salvatore, patrono di Sant Salvador de Toló.